# Gregory Macalister Mathews
Pour les articles homonymes, voir Mathews.
Gregory Macalister Mathews (10 septembre 1876 - 27 mars 1949) est un ornithologue australien.

## Biographie
Il fait fortune en investissant dans les mines, avant d'émigrer en Angleterre aux environs de 1900.
Il écrit « The Birds of Australia » en douze volumes de 1910 à 1927, en collaboration avec Tom Iredale (1880–1972). Il fait don de ses ouvrages ornithologiques à la bibliothèque d'Australie en 1940.